# 艾伦·J·弗里德曼
艾伦·J·弗里德曼（英語：Alan J. Friedman，1942年11月15日—2014年5月4日）是一位美国物理学家，在纽约科学馆（NYSCI）担任了22年的馆长，71岁时死于胰臟癌。